# Collins Harbour
Der Collins Harbour ist eine Bucht an der Südküste von King George Island im Archipel der Südlichen Shetlandinseln. Sie liegt unmittelbar östlich der Fildes-Halbinsel.
Der Name der Bucht ist in dieser Form in einem Bericht des schottischen Geologen David Ferguson (1857–1936) aus dem Jahr 1921 enthalten, der auf seinen Arbeiten auf King George Island zwischen 1913 und 1914 basiert. Wahrscheinlich geht die Benennung auf Robbenfänger im Jahr 1821 zurück. Der Benennungshintergrund ist nicht überliefert.